# 蟹谷荘
蟹谷荘（かんだのしょう）とは、越中国砺波郡西部渋江川流域（現在の富山県南砺市北西部から小矢部市南西部一帯）に存在した荘園。蟹谷庄、蟹谷保とも。
蟹谷荘の範囲は戦前の藪波村・東蟹谷村・北蟹谷村・南蟹谷村をあわせた地域にほぼ相当し、藪波村・東蟹谷村・北蟹谷村は小矢部市に、南蟹谷村は福光町を経て現在南砺市に属している。蟹谷荘の中心地は北蟹谷地域の末友付近であったと推定されている。

## 内蔵寮領蟹谷荘
古代日本の律令制における中央財政は原則として調・庸等を財源としていたが、奈良時代後期以後に調庸収入が悪化すると中央官司が独自に財政を運営するようになった。これを諸司領と呼び、更に時代が下ると皇室領の荘園的性格も持つようになり、皇室の主要な財源となった。蟹谷荘は諸司領の一つで、内蔵寮の領地であったと『中右記』承徳元年（1097年）八月二十五日条に記載がある。
『中右記』によると、内蔵寮領蟹谷庄の庄司について信高なる人物から庄司所望の申請があったが、高階為章が庄司を二十余年務めて過怠がなかったため、引き続き為章が本司であることが認められたとされる。承徳元年の20年前は承暦元年（1077年）にあたり、遅くとも承暦年間には内蔵寮領蟹谷庄が成立していたことが分かる。蟹谷庄の庄司を務めた高階為章は白河上皇の側近として著名な人物であり、息子の高階宗章が長治2年（1105年）越中守に任じられたのは、高階為章が蟹谷庄庄司であったことが背景にあると考えられている。
なお、平安時代末期の治承・寿永の乱では蟹谷二郎なる武士が木曾義仲配下の根井行親の道案内を務め、倶利伽羅峠の戦いでの勝利に貢献したとの記録がある。この蟹谷二郎は、蟹谷荘を拠点とする武士であったと見られる。

## 石清水八幡宮領
鎌倉時代の末期まで蟹谷荘は内蔵寮領としての性格を保っていたようで、元弘3年（1333年）5月24日付「内蔵寮領等目録」でも「越中国蟹谷保」が挙げられている。
しかし、建武の乱を経て足利尊氏は建武3年（1336年）6月に光厳上皇らとともに入京し、8月には光明天皇を即位させた上で『建武式目』を定めた（=室町幕府の成立）。この後、建武5年（1338年）6月7日に足利尊氏は「越中国蟹谷庄地頭職事」を石清水八幡宮に寄進し、以後代々の将軍は同地を同社に安堵している。
以後、室町時代を通じて蟹谷荘は石清水八幡宮領とされ、段銭等免除・守護不入の地と位置付けられたようである。実際に、応永19年（1412年）に東寺造営料として越中国に棟別銭が賦課された時には、「棟別叙在所（=棟別銭が免除された地）」として「かんた（=蟹谷）八幡領」が挙げられている。
長禄3年（1459年）11月10日足利将軍家御教書には「越中国姫野保・蟹谷・金山保」を善法寺阿子々丸に安堵したとの記録がある。しかし1470年代ころから礪波郡では浄土真宗が急速に広まり、蟹谷地方でも土山御坊（現南砺市土山）が建設された。その後、土山御坊は蟹谷地域内で高木場御坊（現南砺市高窪）、安養寺御坊（現小矢部市末友）と移転を繰り返しつつも勢力を拡大し、やがて越中を代表する真宗寺院勝興寺として知られるようになった。勝興寺の配下を「かんた（蟹谷）」と呼ぶ記録もあり、蟹谷荘は周辺の荘園と同様に一向一揆の支配下に入ることで荘園としての実態を失ったものとみられる。